# Natação artística no Campeonato Mundial de Esportes Aquáticos de 2024 - Rotina livre equipes

A prova da rotina livre equipes da natação artística no Campeonato Mundial de Esportes Aquáticos de 2024 foi realizada nos dias 8 e 9 de fevereiro de 2024 em Doha, no Catar.

## Cronograma
Todos os horários estão na hora local (UTC+3).
| Data           | Hora  | Evento       |
| -------------- | ----- | ------------ |
| 8 de fevereiro | 09:30 | Eliminatória |
| 9 de fevereiro | 14:00 | Final        |

## Formato da competição
A competição consiste em duas rodadas: preliminar e final. As 12 melhores equipes classificam-se a final.

## Medalhistas
| Ouro | Prata | Bronze |
| China · Chang Hao · Cheng Wentao · Feng Yu · Li Xiuchen · Wang Ciyue · Wang Binxuan · Xiang Binxuan · Xiao Yanning · Zhang Yayi | Japão · Moe Higa · Moeka Kijima · Uta Kobayashi · Tomoka Sato · Ami Wada · Akane Yanagisawa · Mashiro Yasunaga · Megumu Yoshida | Estados Unidos · Anita Álvarez · Jaime Czarkowski · Megumi Field · Audrey Kwon · Calista Liu · Jacklyn Luu · Daniella Ramirez · Natalia Vega |

## Resultados
| Pos.              | Nacionalidade  | Eliminatória | Eliminatória | Final         | Final         |
| Pos.              | Nacionalidade  | Pontos       | Pos.         | Pontos        | Pos.          |
| ----------------- | -------------- | ------------ | ------------ | ------------- | ------------- |
| Medalha de ouro   | China          | 338.4981     | 1            | 339.7604      | 1             |
| Medalha de prata  | Japão          | 319.4124     | 2            | 315.2229      | 2             |
| Medalha de bronze | Estados Unidos | 305.8229     | 4            | 304.9021      | 3             |
| 4                 | Espanha        | 308.2480     | 3            | 302.8228      | 4             |
| 5                 | Itália         | 289.0522     | 6            | 282.4312      | 5             |
| 6                 | Grécia         | 270.9751     | 8            | 267.8292      | 6             |
| 7                 | Canadá         | 268.5854     | 9            | 263.3980      | 7             |
| 8                 | Israel         | 282.3667     | 7            | 259.3188      | 8             |
| 9                 | Ucrânia        | 297.2999     | 5            | 233.5229      | 9             |
| 10                | Austrália      | 222.7791     | 10           | 229.6751      | 10            |
| 11                | Brasil         | 219.9521     | 11           | 225.0126      | 11            |
| 12                | Cazaquistão    | 213.4418     | 12           | 208.2312      | 12            |
| 13                | Eslováquia     | 196.4710     | 13           | Não avançaram | Não avançaram |
| 14                | Tailândia      | 186.8813     | 14           | Não avançaram | Não avançaram |
| 15                | Egito          | 182.5937     | 15           | Não avançaram | Não avançaram |
| 16                | Costa Rica     | Não começou  | Não começou  | Não começou   | Não começou   |